# Sermon
Sermon je bio hrvatski ili makedonski feudalac, vladar Srijema.
Bizantinci su nakon propasti Simeonova bugarskog carstva u 10. stoljeću povratili Srijem, no makedonski car Samuilo ubrzo vraća vlast nad Srijemom. Sermona, svog vazala, postavio je za upravitelja tog kraja, od 976. do 1018. godine. Sermon je kovao svoje zlatnike na području današnje Srijemske Mitrovice. 
Bizantski kroničar Ivan Skilica u svojem djelu Kratkoj povijesti (Σύνοψις Ἱστοριῶν) donosi nekoliko vijesti o Hrvatima, među njima i o Sermonu koji vlada Srijemom. Prema Kratkoj povijest, Hrvati su se nakon Samuilovog poraza potčinili s dvojicom svojih arhonta caru Baziliju II. Historiografija smatra da su dotična dva arhonta Krešimir III. i Gojslav. Nakon što je Bizant 1018. nakon dugo godina ratovanja slomio moćnu makedonsko državu makedonskog cara Samuila, pripojio je sebi crvenohrvatske i raške oblasti te je došao nadomak Hrvatskom Kraljevstvu. Krešimir III. i njegov brat Gojslav vidjeli su da imaju samo izbor priklanjanja Bizantu ili krvave borbe u kojoj bi nepovratno riskirali sve. Izabrali su pokoravanje Bizantu, što se pokazalo dobrim diplomatskim potezom, jer zadovoljni bizantski car Hrvatskom je Kraljevstvu ostavio sve stare pravice i sloboštine, Krešimira III. obasuo je častima i darovima, imenovavši ga patricijem. I dok se tako sva Hrvatska poklonila Bizantu, jedino je Sermon, koji je bio ban Srijema, nije htio slušati ni svoga kralja ni bizantskog cara, nego se ponio kao da je samosvojan vladar. Zato su iz Carigrada zapovijedili Konstantinu Diogenu, upravitelju susjedne bugarske pokrajine na jugu Dunava kojoj je sjedište bilo u Beogradu, da Sermona "nadrva i pokori". Kontantin je pošao metodom prijevare. Poslao mu je glasnike iz svog sjedišta, poručivši mu da se želi s njime negdje sastati i o nekim stvarima porazgovoriti. Da bi ga privukao sigurnim uvjetima sastanka, predložio mu je sastati se na granicama njihovih oblasti, da to može biti rijeka Sava ili Dunav. Za obostranu obvezu, a kao znak povjerenja, ni jedan od njih dvoje nije smio sobom povesti više od tri sluge. Sermon je tako postupio i došao na sastanak. Konstantin se zbilja i pojavio, no nakon razgovora, ubio ga je skrivenim nožem. Sermonova je prestrašena pratnja pobjegla. Nakon kobnog sastanka, Konstantin Diogen brzo je prikupio nešto svojih snaga te provalio i Sermonovu državinu. Time je još više zastrašio već prestravljenu Sermonovu udovicu te koje silom koje obećanjima skloni ju, da je predala Srijem bizantskom caru, a ona je otišla u Carigrad gdje se preudala za nekog velikaša. Srijem pak ne vrati se više pod Hrvatsku, nego je ostao podčinjen izravno Bizantu. Carskim namjesnikom u novopriključenoj oblasti postao je baš Konstantin Diogen 1019. godine. Od onda je upravljao Srijemom kao počasni vojvoda do svoje smrti 1028. godine. Romejsko je Carstvo stvorilo zasebnu temu Srijem, koje uključuje i Mačvu, tako da se i s one strane rijeke Dunava širi srijemsko ime. Tijekom 12. stoljeća Ugarska kraljevina trajno osvaja Srijem. 